# 宁榥
宁榥（1912年—2002年），男，北京人，中国航空动力学家、航空教育家，曾任北京航空学院教授、博士生导师。